# かわせみバス

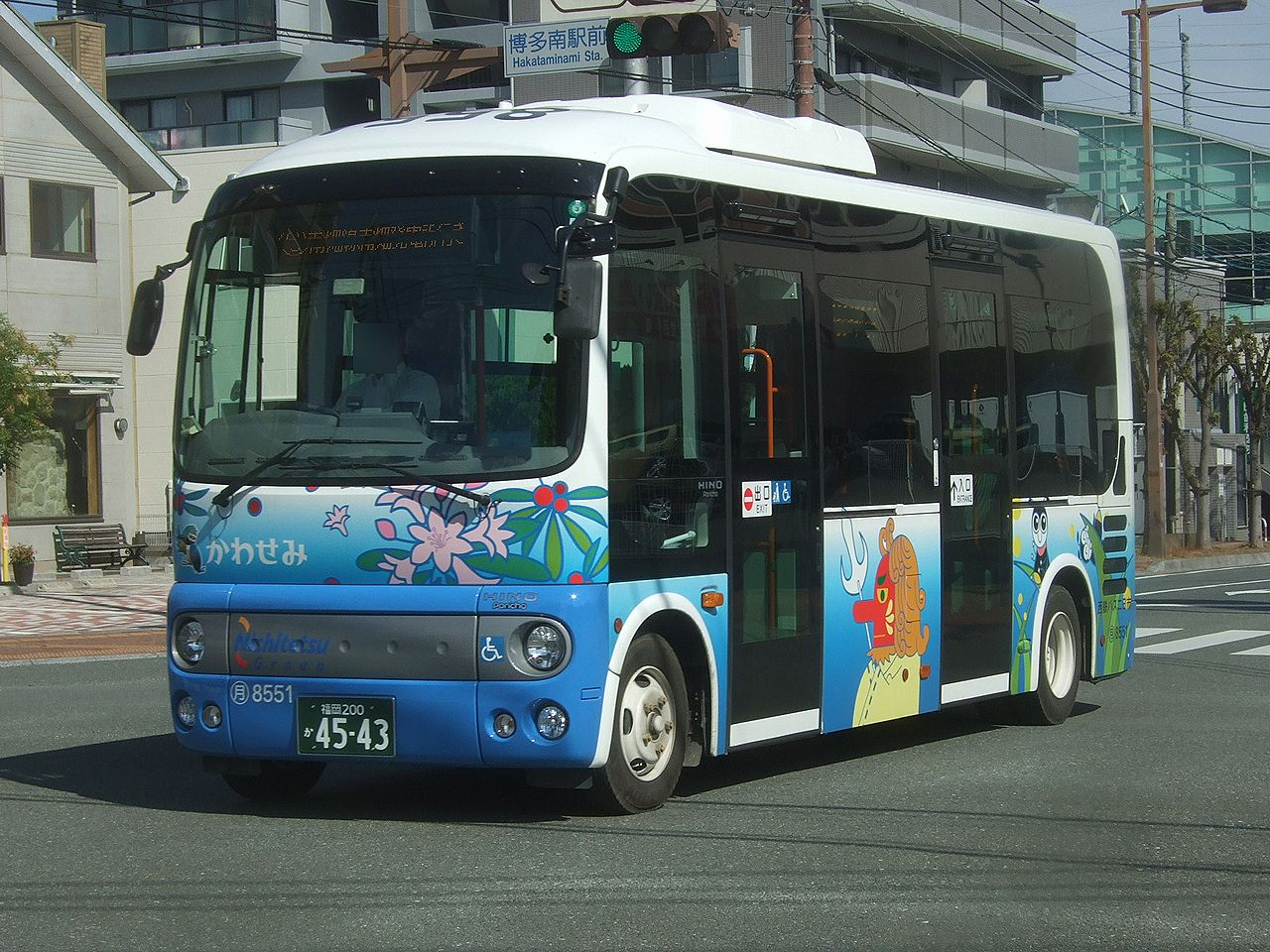
南畑線などで使用されるポンチョ

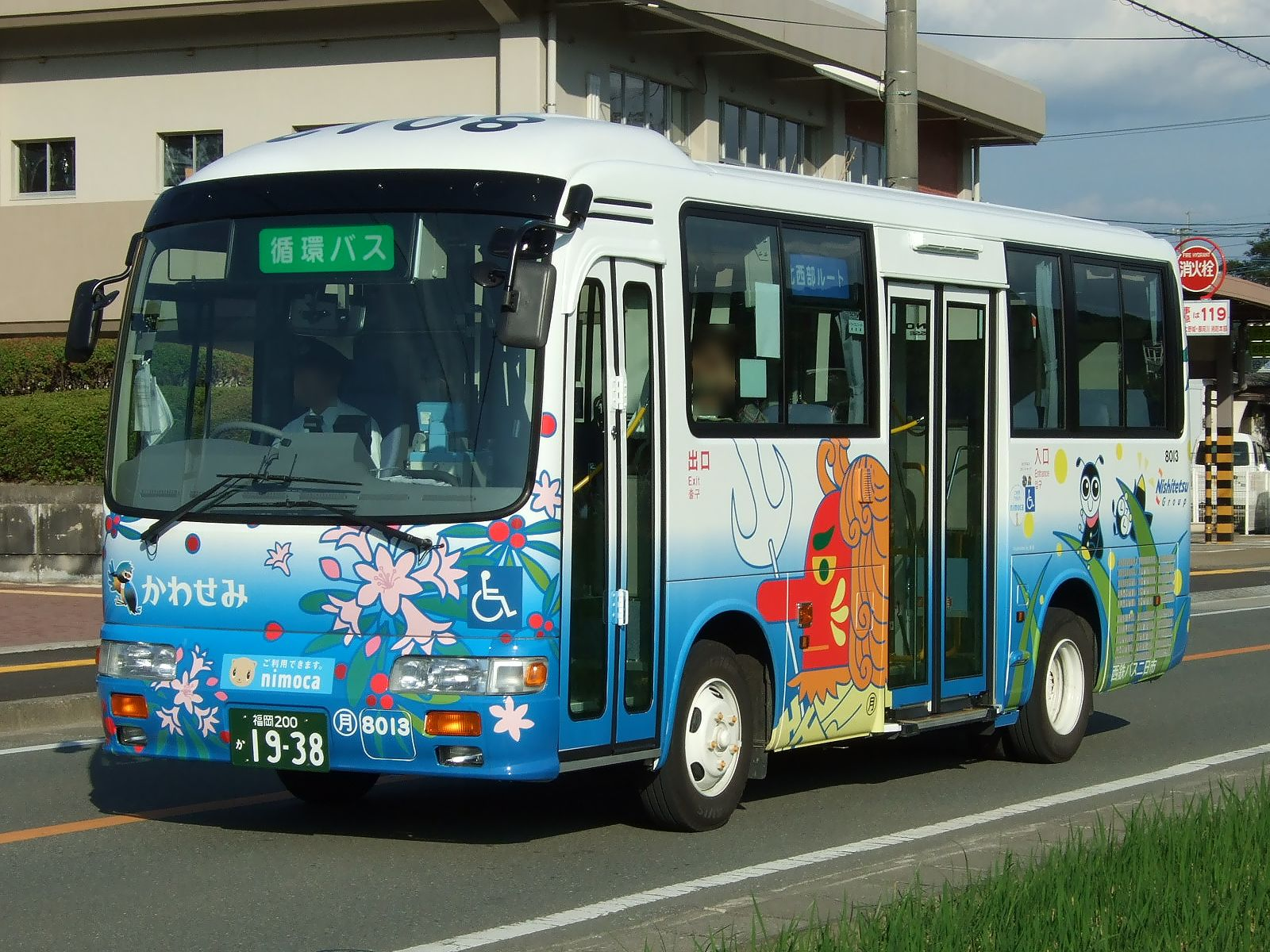
片縄線・安徳線で使用されるリエッセ

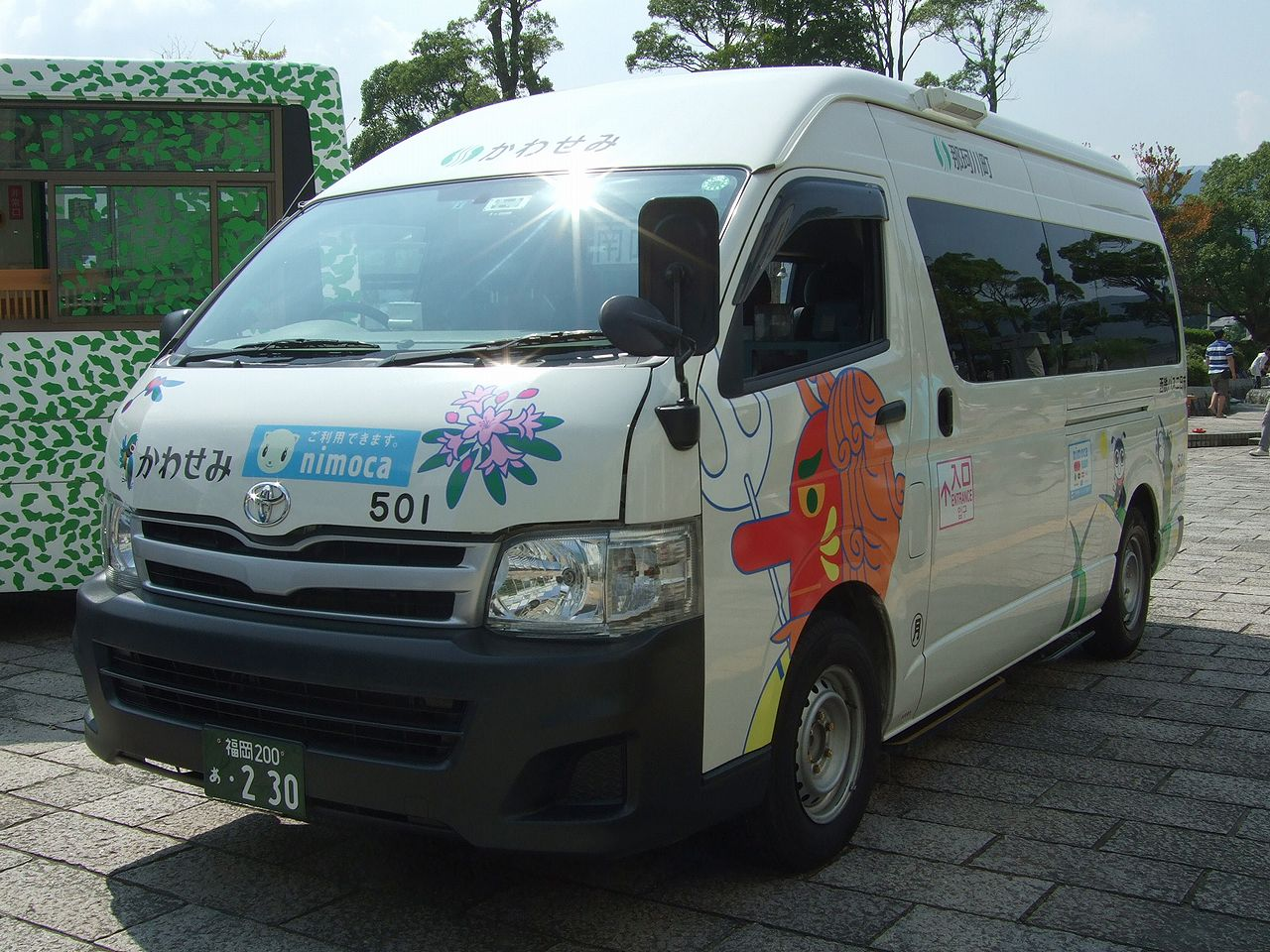
西畑・南面里線などで使用されるハイエース

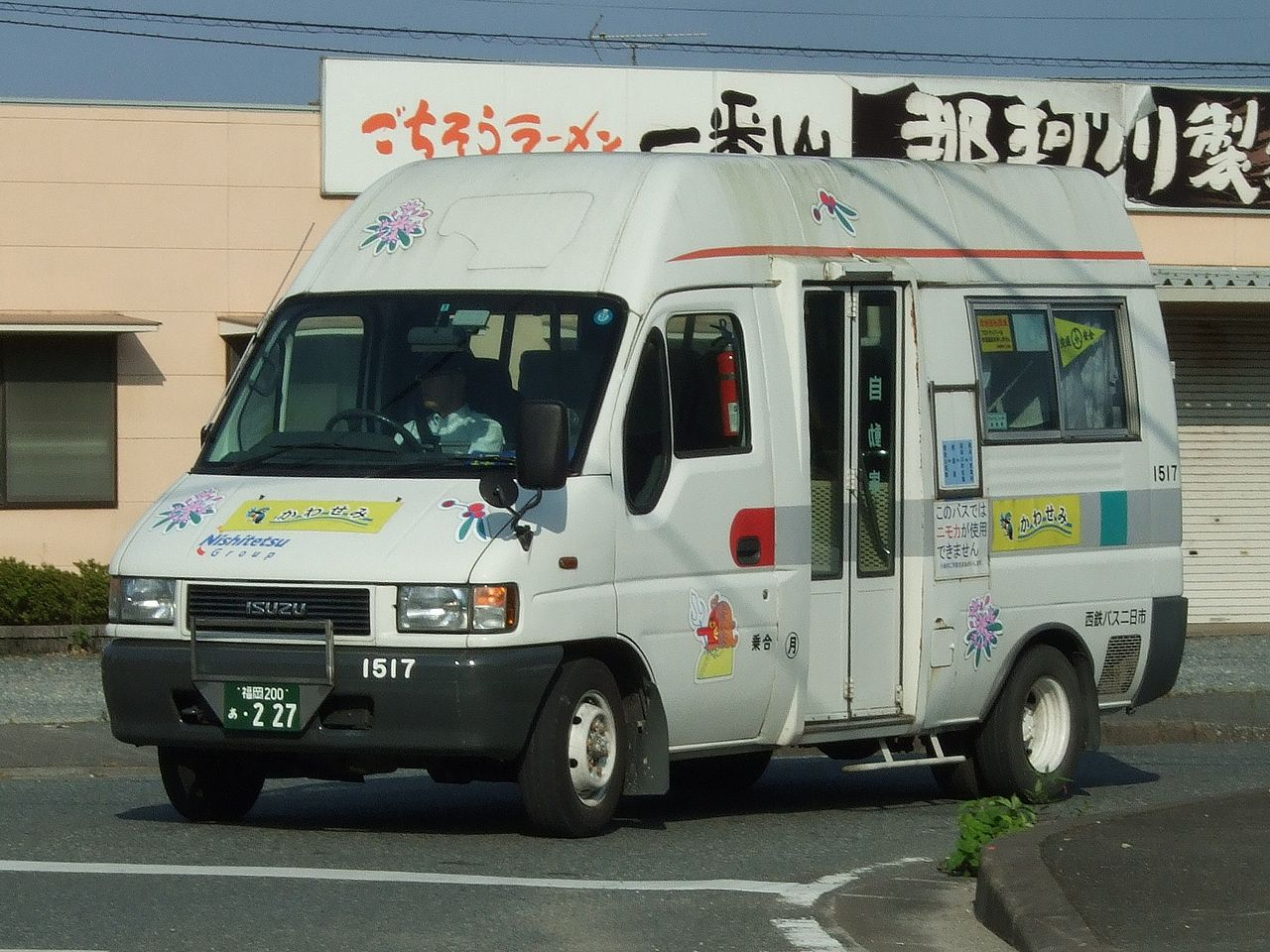
ハイエースの予備車として在籍するエルフUT

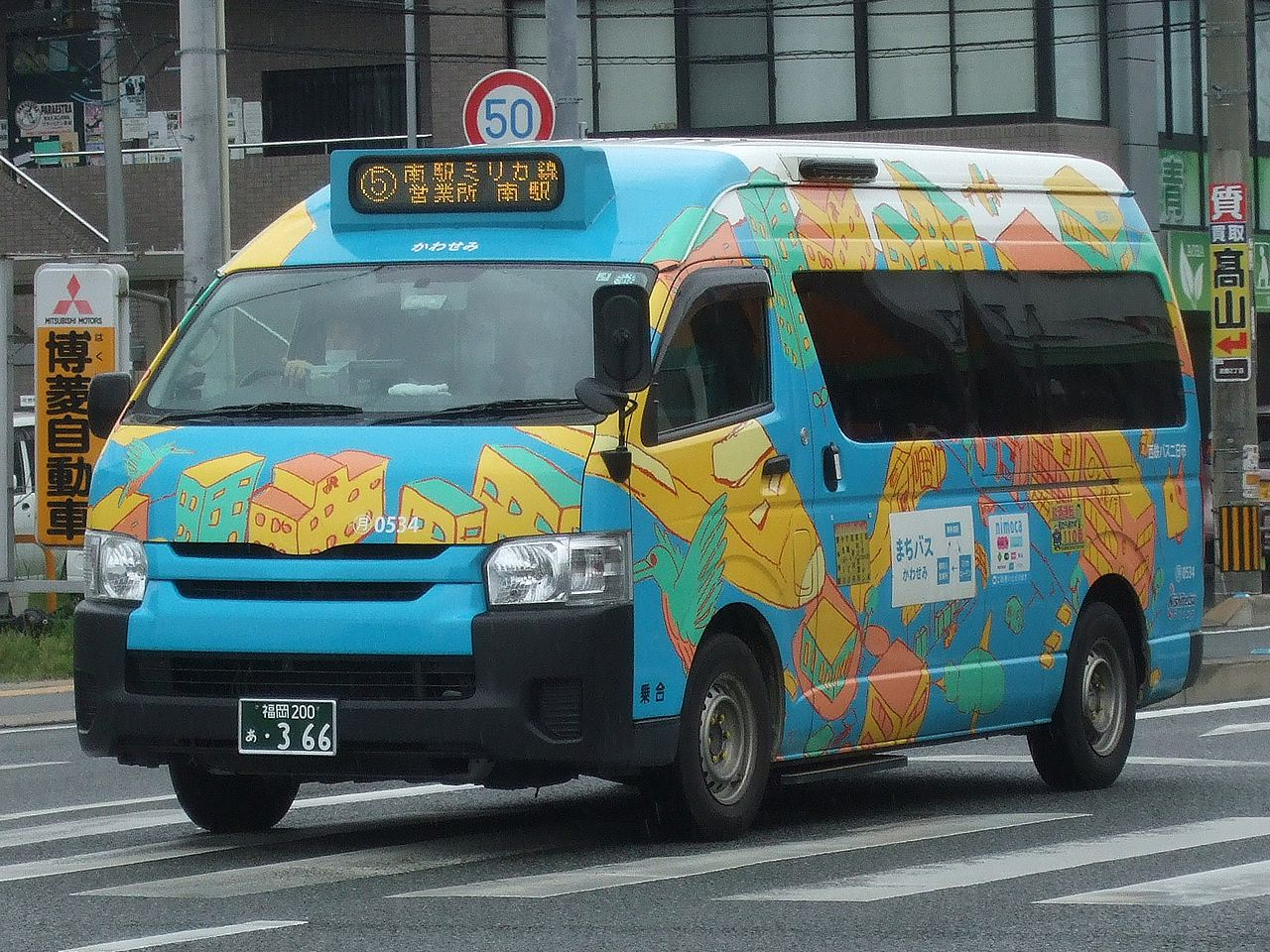
南駅・ミリカ線で使用される特別塗装のハイエース

かわせみバスは、福岡県那珂川市が運行するコミュニティバスである。
2009年（平成21年）10月1日に運行を開始した。当初は（運行開始当初は那珂川町）主に町役場と町北部の市街地・住宅地を結ぶコミュニティバスとして設定されたが、のちに町内の西鉄バス路線が廃止された町南部の山間部にも路線網を広げており、2021年現在では市のほぼ全域で運行している。
西鉄バス二日市（月の浦営業所）と福岡第一交通に運行を委託しており、2009年度（平成21年度）から西鉄バスが循環バス「かわせみ」を運行していたが採算が難しくなったことから町との協議により町が運行を補助するようになった。南面里区・西畑区の一部の便は児童の通学目的の利用を無償としている。
愛称名は、那珂川市の鳥であるカワセミに由来する。
2025年10月1日にオンデマンドバス「のるーと」に切り替えられ、運行終了する予定。

## 沿革
- 2009年10月1日 - 運行開始。北西部ルート・北東部ルートの2路線。
- 2010年7月1日 - ダイヤ改正。
  - 那珂川町役場を起終点としていたのを、博多南駅起終点に変更。
  - 北西部ルートを片縄緑区へ、北東部ルートを観晴が丘へ延長。
- 2011年4月1日 - ダイヤ改正。南畑線、西畑線、南面里線、通勤かわせみを新設。
- 2015年4月1日 - ダイヤ改正。
  - 北西部ルート→片縄線、北東部ルート→安徳線に改称。
  - 南駅・ミリカ線を新設。
  - 南面里線を埋金地区に延長、埋金線に改称。
  - 山田線を新設。
  - 路線番号を設定。
  - 西隈1丁目バス停を廃止。
- 2017年4月1日 - JRダイヤ改正によるダイヤ改正。
- 2018年4月1日 - JRダイヤ改正によるダイヤ改正。
- 2019年3月16日 - JRダイヤ改正によるダイヤ改正。
- 2020年3月14日 - ダイヤ改正。
  - 片縄線の18時台以降の便を通勤かわせみ（片縄緑線）に振り替え。
  - 安徳線の18時台以降の運行を中止。
  - 南駅・ミリカ線の18時台以降の便を通勤かわせみ（循環線）に振り替え。
  - 南畑線の区間便を新設。
  - 埋金線・山田線を廃止し、山田西を起終点とする別所・井尻線、山田線、山田西・南駅線に再編。西畑線を減便。
  - 一部路線が福岡第一交通に移管。
- 2021年3月13日 - JRダイヤ改正によるダイヤ改正。

## 運行ルート
※ - は上り・下り両方向の運行。 → は矢印方向のみの運行。【　】内は上り・下りとも同一順序で矢印方向に運行する区間。
片縄線（路線番号[1][2]）
左回り[1]：博多南駅 → 下中原 → 松の木新町 → 安徳北小学校前 → 那珂川橋 → 道善四角 → 岩戸北小学校前 → 今立 →福岡女子商前 → 観音堂 → 片縄 → 片縄東 → 片縄北8丁目 → 片縄新町 → 浦ノ原第二 → 【浦ノ原 → 片縄緑】 → 丸ノ口 → ときわ台下 → ときわ台北 → ときわ台 → 恵子4丁目 → 市民体育館前 → 蓮教寺下 → 現人橋 → 後野 → 西隈3丁目 → 那珂川市役所 → 安徳台入口 → 安徳公民館前 → 東隈 → 現人神社前 → 那珂川中学校前 → ミリカローデン那珂川 → 仲1丁目 → 道善2丁目 → 那珂川営業所 → 道善四角 → 那珂川橋 → 安徳北小学校前 → 松の木新町 → 下中原 → 博多南駅
右回り[2]：左回りと逆順。ただし、【　】内の区間は右回りと同一順。
西鉄バス二日市による運行。左回りと右回りが1時間ごとに交互に運行される（左回り5本、右回り4本）。
安徳線（路線番号[3][4]）
左回り[3]：博多南駅 → 下中原 → 松の木新町 → 安徳北小学校前 → 那珂川橋 → 道善四角 → 那珂川営業所 → 道善2丁目 → 仲1丁目 → ミリカローデン那珂川 → 五郎丸4丁目 → 炭焼地蔵前 → 安徳大塚古墳前 → 安徳公民館前 → 安徳台入口 → 那珂川市役所 → 安徳台入口 → 安徳公民館前 → 安徳 → 那珂川南中学校前 → 梶原 → 上梶原 → 下梶原 → 王塚台南 → 那珂川ハイツ → 王塚台西 → 王塚台中央 → 王塚台北 → 【観晴が丘中央 → 第二公園前 → 向原 → 観晴が丘西】 → 那珂川ハイツ入口 → 松木2丁目 → 松木 → 五郎丸 → 安徳北小学校南 → 安徳公園南口 → 下中原 → 博多南駅
右回り[4]：左回りと逆順。ただし、【　】内の区間は右回りと同一順序。
西鉄バス二日市による運行。左回りと右回りが1時間ごとに交互に運行される（左回り5本、右回り4本）。
南駅・ミリカ線（路線番号[5]）
博多南駅 → 下中原 → 中原 → 大町橋 → 松木 → 五郎丸2丁目 → 仲2丁目 → ミリカローデン那珂川 → 仲1丁目 → 道善2丁目 → 那珂川営業所 → 道善四角 → 那珂川橋 → 谷口 → 片縄1丁目 → 今光5丁目 → 今光 → 安徳公園前 → 下中原 → 博多南駅
通勤かわせみ（循環線）：博多南駅 → （この間上記と同一経路） → 松木 → 五郎丸 → 那珂川中学校北口 → 五郎丸2丁目 → （この間上記と同一経路） → 博多南駅
西鉄バス二日市による運行。矢印方向のみの循環。
南畑線（路線番号[6][7]）
博多南駅 - 下中原 - 松の木新町 - 安徳北小学校前 - 那珂川橋 - 道善四角 - 那珂川営業所 - 道善 - 現人橋 - 後野 - 西隈3丁目 - 西隈・市役所入口 - 冠ヶ丘団地 - 松尾 - 山田西 - 山田 - 共栄橋 - 中寺 - 広瀬 - 不入道 - 南畑小学校前 - 埋金 - 市の瀬 - 中ノ島公園前 - 下代久事 - 大浦ポンプ場前 - 大浦 - 南畑発電所前
通勤かわせみ（JA南畑支店行き）：博多南駅 → （この間上記と同一経路） → 不入道 - JA南畑支店
西鉄バス二日市による運行。[6]は博多南駅 - 南畑発電所前間、[7]は博多南駅 - 市の瀬間の運行。通勤かわせみは朝に博多南駅発JA南畑支店行き1本が運行され、福岡第一交通による運行。
別所・井尻線（路線番号[8]）
山田西 → 上別所 → 京の隈 → 旭団地入口 → 旭団地 → 京団地 → 井尻 → 上井尻 → 橋本橋 → 別所公民館前 → 山田西
福岡第一交通による運行。
山田線（路線番号[9]）
山田西 → 山田団地 → 青雲台 → 小柳 → 寺山田 → 城ノ下 → 山田西
福岡第一交通による運行。
山田西・南駅線（路線番号[10]）
山田西 → 城ノ下 → 安徳龍頭 → 安徳 → 那珂川ハイツ → 王塚台西 → 松木南 → 安徳小学校前 → 中原 → 下中原 → 博多南駅
福岡第一交通による運行。
西畑線（路線番号[11]）
那珂川市役所 → 西隈・市役所入口 → 山田西 → 別所公民館前 → 京の隈 → 旭団地入口 → 旭団地 → 京団地 → 上別所 → 西畑 → 萩ノ原 → 坂ノ上 → 原ノ田  → 穂富 → 大山 → 西畑 → 山田西
福岡第一交通による運行。

## 運賃
大人（中学生以上）は150円均一。小学生、65歳以上（介護保険被保険者証・利用割引証・グランドパス65のいずれかを提示）、障がい者（障害者手帳を提示）は100円均一。運賃支払いは後払い。
- 西鉄バス二日市の担当する路線では、nimocaの利用が可能（SUGOCA・Suica・はやかけん等のnimocaと相互利用可能なICカードを含む）[3]。
- かわせみ専用回数乗車券がある（100円7枚・50円8枚の計15枚で1000円。車内、役場売店、ミリカローデン那珂川、西鉄那珂川営業所で販売）。

以下の停留所では、下記の条件を満たす場合、乗継券を受け取ると、乗車した路線とは別の路線に無料で乗り継ぐことができる。那珂川営業所では南駅・ミリカ線同士の乗り継ぎもできる。
- 博多南駅
- 那珂川営業所
- 那珂川市役所
- 道善
- 道善2丁目
- 山田西

## 車両
当初は日野リエッセ3台で運行開始し、山間部への路線網拡大などによりトヨタハイエースを2011年に1台と2015年に3台導入、ほかに2012年以降日野ポンチョが導入されている。予備車として他路線から転用されたいすゞエルフUT1台がある。
リエッセは片縄線・安徳線で、ポンチョは南畑線で使用される。いずれも通勤かわせみでも使用される。それ以外の路線ではハイエースが使用される。なお2020年に一部区間を福岡第一交通に移管したことにより、ハイエース2台が基本デザインを変更することなく同社に移籍し同社担当路線で使用されている。